# Nádherní poražení
Nádherní poražení (anglicky Beautiful Losers) je druhý román kanadského spisovatele Leonarda Cohena, který byl poprvé publikován v roce 1966. Cohen se později začal věnovat hudbě a tento román se stal jeho vůbec posledním; později se mimo hudby věnoval pouze psaní básní. Kritikou byl román odsuzován a to zejména kvůli sexuálně zaměřenému obsahu knihy. Příběh je zasazen do sedmnáctého století. V Česku knihu vydalo v roce 1997 v překladu Tomáše Hrácha nakladatelství Argo.